# Echeveria canaliculata
Echeveria canaliculata är en fetbladsväxtart som beskrevs av Joseph Dalton Hooker. Echeveria canaliculata ingår i släktet Echeveria och familjen fetbladsväxter. Inga underarter finns listade i Catalogue of Life.